# Carl-Erik Johansson
Carl-Erik Johansson, född 23 mars 1902 i Ekerö församling, Stockholms län, död 18 juni 1980 i Södertälje, var en svensk parkförman och socialdemokratisk politiker.
Johansson var ledamot av andra kammaren 1953–1968, invald i Stockholms läns valkrets.